# Alaa Salah
Alaa Salah (arabiska: آلاء صالح) född 1996 eller 1997, är en sudanesisk student och fredsaktivist som blev en symbol för revolutionen i Sudan . 
Hon blev känd när fotografen Lana Haroun tog ett fotografi vid en demonstration i december 2018. Bilden skickades ut på sociala medier och Salah kallades för Woman in White och Lady Liberty.

## Biografi
Alah Salah föddes 1996 eller 1997. Fadern är byggnadsarbetare och modern modedesigner. Salah studerar till ingenjör och arkitekt vid det internationella universitetet i Kartoum.